# Philip Matyszak
Philip Matyszak es un escritor británico de no ficción, principalmente de obras históricas relacionadas con la antigua Roma.

## Biografía
Matyszak tiene un doctorado en historia romana de la facultad Saint John’s College, adscrita a la Universidad de Oxford. Además de ser un escritor profesional, también enseña historia antigua en el Madingley Hall Institute de Educación Continua, en la Universidad de Cambridge.

## Trabajos publicados
- Chronicle of the Roman Republic (junio de 2003, ed. Thames & Hudson, ISBN 978-0500287637)
- Los enemigos de Roma (The Enemies of Rome, abril de 2005, ed. Oberon, ISBN 9788496052901)
- The Sons of Caesar (junio de 2006, ed. Thames & Hudson, ISBN 978-0500251287)
- Lives of the Romans (septiembre de 2008, ed. Thames & Hudson, ISBN 978-0500251447)
- Mithridates the Great (noviembre de 2008, ed. Pen & Sword, ISBN 978-1473828902)
- Roman conquests: Macedonia and Greece (noviembre de 2009, ed. Pen & Sword, ISBN 978-1844159680)
- The Greek and Roman Myths (agosto de 2010, ed. Thames & Hudson, ISBN 978-0500251737)
- Legionario: El manual del soldado romano (Legionary, septiembre de 2010, ed. Akal, ISBN 9788446032168)
- Imperial General (julio de 2011, ed. Pen & Sword, ISBN 978-1848841192)
- La antigua Roma por cinco denarios al día (Ancient Rome on Five Denarii a Day, marzo de 2012, ed. Akal, ISBN 9788446035503)
- La antigua Atenas por cinco dracmas al día (Ancient Athens on Five Drachmas a Day, marzo de 2012, ed. Akal, ISBN 9788446035183)
- Gladiador: El manual del guerrero romano (Gladiator, septiembre de 2012, ed. Akal, ISBN 9788446036647)
- Expedition to Disaster (septiembre de 2012, ed. Pen & Sword, ISBN 978-1848848870)
- Sertorius and the Struggle for Spain (octubre de 2013, ed. Pen & Sword, ISBN 978-1848847873)
- The Gold of Tolosa (septiembre de 2013, ed. Monashee Mountain, ISBN 978-0988106611)
- The Roman Empire (abril de 2014, ed. Oneworld, ISBN 978-1780744247)
- Cataclysm 90 BC (diciembre de 2014, ed. Pen & Sword, ISBN 978-1848847897)